# ゆんフリー写真素材集
ゆんフリー写真素材集（ゆんフリーしゃしんそざいしゅう）は、インターネットで写真素材を無料で提供しているウェブサイトのひとつである。1994年開設。

## 概要

### 写真内容
当該サイトには写真が約8,000枚、写真を加工した画像が約6,000枚掲載されている。内容は自然風物や人工物の風景などが中心である。
サイトでは、J-POPアーティスト平原綾香の「心」という曲のプロモーションビデオのオープニング画像としても使われているほか、また、NHK、フジテレビ、TBS、テレビ朝日、TV東京などのキー局のドラマ、クイズ番組やCATV、コマーシャルフィルムで利用されているとしている。

### 写真の解像度
最大600メガピクセル（4億画素）クラスの非常に高解像度の作品をそのまま掲載している。また、近年の作品の多くは少なくとも2000万画素クラスの高解像度のまま掲載されている。これらの解像度はWeb写真集としてはあまり例が無い。

### 利用条件
著作権とURLの表示をし、報告する事で誰でも商用、加工構わず自由に無料で利用できる。

### 国際性
15ヶ国語でリリースされている。対応中の言語は次の通り。日本語、英語、スペイン語、ドイツ語、フランス語、イタリア語、アラビア語、オランダ語、ヘブライ語、ポーランド語、ポルトガル語、ロシア語、ウクライナ語、韓国語、中国語。

### Web上での人気度
Alexaによる統計によると当該サイトは全世界で約35,000位、日本で約6,000位の順位となっている。また、サイトでは世界の200の国と地域から月間30万人、200万PVのアクセスがあると発表している。

### 携帯電話対応
「ケータイ待ち受け画像集」という携帯電話向けサイトも併設されている。

## メディア記事
- 2006年(平成18年)11月19日に、GIGAZINEに、このサイトが有効な写真素材集として紹介された。[1]
- 2009年(平成21年)5月17日に、AllAboutのお勧めする海・魚の写真素材として紹介された。これ以外にも、母の日の素材・おすすめサイト、中国風の画像素材、おすすめ7選、子供の日の素材・おすすめ８選などの記事でも紹介されている[2]
- ハッカージャパン（2011年1月号）が、コラム404のコーナーで、役立つウェブサイトの一例として掲載した。